# Barran
Barran ist eine französische Gemeinde im Département Gers in der Region Okzitanien (zuvor Midi-Pyrénées), 15 Kilometer von Auch, dem Verwaltungssitz des Départements, entfernt.

## Geografie
Die Gemeinde Barran liegt am Ufer der Baïse an der alten Nationalstraße 15 Kilometer südwestlich von Auch.

## Geschichte
Barran wurde als Bastide Ende des 13. Jahrhunderts gegründet. Sein ungewöhnlich verdrehter Kirchturm macht das Dorf in der Gegend bekannt. Im Mittelalter beherbergte die Gemeinde eine kleine jüdische Gemeinde.

### Einwohnerentwicklung
Vor der massiven Auswanderungswelle in die Städte im 20. Jahrhundert hatte Barran etwa 2000 Einwohner. Nachdem die Einwohnerzahl zwischenzeitlich auf weniger als 700 zurückgegangen war, beträgt sie heute 673 (Stand 1. Januar 2022).
| Jahr                       | 1962 | 1968 | 1975 | 1982 | 1990 | 1999 | 2008 | 2017 |
| Einwohner                  | 861  | 801  | 660  | 653  | 618  | 671  | 724  | 673  |
| Quellen: Cassini und INSEE |      |      |      |      |      |      |      |      |

## Infrastruktur
Öffentlichen Einrichtungen für die Grundversorgung wie Post, Schule, ein Arzt, und ein Lebensmittelgeschäft, so wie ein Restaurant und Sportanlagen sind in Dorf zu finden.

## Sehenswürdigkeiten

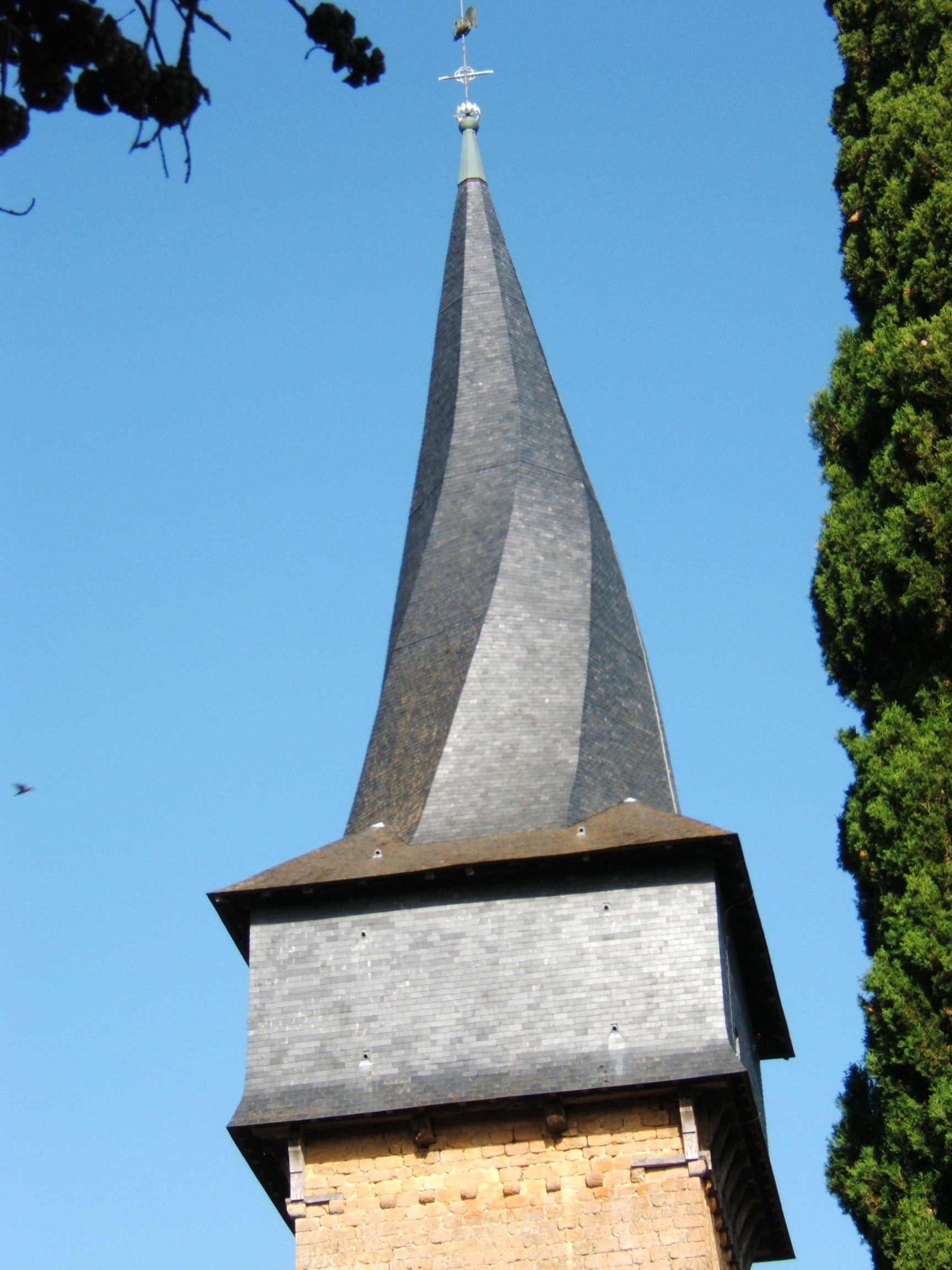
Verdrehter Kirchturmhelm

- Die Kirche des Kollegiatstifts Collégiale Saint-Jean-Baptiste geht auf das 12. Jahrhundert zurück, wurde 1569 aber neu aufgebaut.
- Das Schloss von Mazères diente den Erzbischöfen von Auch als Sommerresidenz. Während des Ersten Weltkriegs wurde im Schloss ein Militärhospital für verwundete Soldaten eingerichtet.
- Die Brücke von Mazères über den Fluss Baïse wurde im 16. Jahrhundert errichtet.

## Persönlichkeiten
- Henri de La Mothe-Houdancourt (1602 oder 1612 – 1684), Bischof